# 内森·奥特里奇
内森·奥特里奇（英語：Nathan Outteridge，1986年1月28日—），澳大利亚男子帆船运动员。他曾代表澳大利亚参加2008年、2012年和2016年夏季奥林匹克运动会帆船比赛，获得一枚金牌和一枚银牌。